# گوواس
گوواس (به لاتین: Gołas) یک روستا در لهستان است که در گمینا شچاوین کوشچیلنه واقع شده‌است. گوواس ۱۰۰ نفر جمعیت دارد.